# Henryk Nielaba
Henryk Nielaba (n. 5 septembrie 1933, Piotrowice⁠(d), Republica Populară Polonă, Polonia) este un scrimer polonez, medaliat olimpic. A participat la 4 ediții ale Jocurilor Olimpice (1960, 1964, 1968, 1972) în care a câștigat o medalie de bronz.